# Josep Antoni Pérez de Mendiola Roig
Josep Antoni Pérez de Mendiola Roig -“Mendi”- (Palma, 1953) és un articulista, crític de cinema i teatre, autor de llibres i coordinador d'exposicions i edicions. Ha publicat articles als diaris de Palma on, de forma habitual, parla de cinema i teatre al AraBalears i a Ultima Hora però també ha publicat a les revistes Temps Moderns, Casablanca, Lluc o Palau Reial. És autor dels textos "Cent anys de cinema a les illes" i "Fortunio Bonanova, un hombre de leyenda" i ha treballat també com a investigador i responsable de les restauracions de pel·lícules com "El secreto de la pedriza", "Flor de espino" o els documentals sobre el Comte Rossi, "¡Arriba España!" i "La fundación de la falange en Palma". Ha col·laborat en l'organització d'exposicions de Miquel Barceló, ha estat el comissari de "Cent anys de cinema a les illes Balears" i va preparar la selecció de textos Paraules sense paranys de Damià Huguet,
Ha fet exposicions de pintura i escultura, des de l'any 2000 a la galeria Matisos de la Colònia Sant Jordi, a la galeria Altair, Capella de la Misericòrdia, Fundació Coll Bardolet i com a il·lustrador, “Quatres retxes de Res” (2008), amb 350 il·lustracions, és una recopilació de les vinyetes que publica diàriament al Diari de Balears. Ha dirigit documentals con "Citizen Bonanova" i sèries per IB3 com "Orígens".
El 2023 publica "Neudorf. L'altre Arxiduc". Un còmic sobre la vida de l'Arxiduc Lluís Salvador d'Aùstria.